# Victoria de Félix

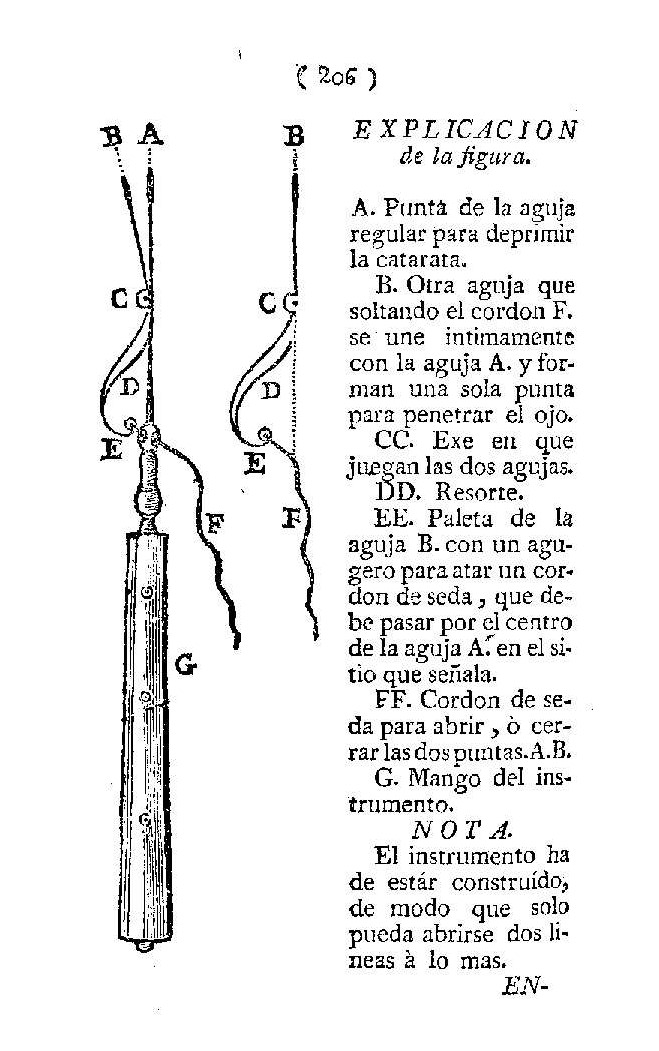
Instrumental para la operación de cataratas. Ilustración del tratado de Domingo Vidal, Tratado de las enfermedades de ojos para instrucción de los alumnos del Real Colegio de Cirugía de Barcelona, Barcelona, 1785.

Victoria de Félix, nacida en Nevers (Francia) hacia 1773, fue una cirujana oculista francesa. Tras instalarse en Madrid con su madre tuvo como maestro a Lorenzo Lemayre, posiblemente familiar, y a los diecinueve años era ya capaz de realizar con éxito operaciones de cataratas. «Oculista con Real privilegio», tras la ocupación francesa de la península y dadas las difíciles relaciones entre las dos naciones, regresó a Francia con su marido, Gaspar Didier Mevolhon, capitán de caballería retirado. El matrimonio se instaló en Sisteron, pueblo natal del marido, pero ocasionalmente hizo todavía algún viaje a España para reclamar pagos pendientes ante los tribunales, la última vez en 1820.
El 29 de enero de 1793 la Gaceta de Madrid informaba ya de la destreza y seguridad con que la joven Victoria, a «tan tierna edad», operaba cataratas. En la misma Gaceta de Madrid pueden seguirse muchos de sus éxitos y la extensión de su fama, que trasciende la corte: en diciembre de ese mismo año viajó a Ocaña para operar a un matrimonio que había quedado ciego de cataratas dobles y de allí marchó a Cartagena acompañada por su maestro para realizar la misma operación al gobernador. En marzo de 1794 se encontraba en Madrid de regreso de su viaje a Cartagena y Murcia, en el que había restituido la vista al gobernador de la plaza, Alfonso de Alburquerque, a su madre política, María de la Encarnación Puxmarín, de setenta y siete años, «y a un gran número de pobres ciegos de la misma ciudad». En Madrid fijó su residencia en la casa de su maestro, en la calle de la Cruz del Espíritu Santo, 15, donde atendía a sus pacientes. 
No tardó en producirse la separación entre maestro y discípula y Lemaire acabó cayendo en la pobreza, en tanto Victoria de Félix continuó su carrera ascendente: en noviembre de 1796 se desplazó a Cádiz para operar a un corregidor, quien en muestra de gratitud le dejaría una renta perpetua de 240 reales en bienes hipotecados, que pasada la guerra y trasladada a Francia tendría dificultades para cobrar; de regreso en Madrid, en mayo de 1797, se anunciaba como «oculista con real permiso, que ejecuta todas las operaciones de su arte» y se ofrecía a curar a los pobres de limosna.
Otro paciente agradecido, Cristóbal de Betancourt y Conde, presbítero, que padecía una rara enfermedad de la vista con inflamación del conducto lagrimal, hizo publicar en la Gaceta del 17 de octubre de 1797 un aviso en el que daba cuenta de su curación por Victoria de Félix, «y lo pone en noticia del público, para que no carezca de este beneficio».
Su matrimonio, en 1800, no le impidió seguir ejerciendo su profesión, como se advierte por el aviso publicado en el Diario de Madrid del 18 de marzo de 1802, en el que se informaba que «Doña Victoria de Félix, oculista con real privilegio, sigue curando todas la enfermedades de los ojos: se ha mudado desde la plazuela de S. Ildefonso a la calle alta de Fuencarral, casa n. 3, qto. principal, encima de una platería». Por otro aviso, publicado el 1 de agosto de 1810, consta que tras el estallido del conflicto bélico continuaba ejerciendo como cirujana oculista en su nuevo domicilio, en la madrileña calle del Prado:

Doña Victoria de Félix, oculista con real privilegio, continúa en la curación de las enfermedades de los ojos: hace todas las operaciones de su arte: extrae las cataratas según el método de los más célebres profesores. El sinnúmero de enfermos a quien ha dado la vista en esta corte y fuera de ella de 15 años a esta parte, la han dado a conocer. Vive calle del Prado, núm. 7, quarto principal, junto a las monjas de Santa Ana. Asiste de limosna, proporciona los auxilios necesarios a todo menesteroso, y no toma nada a los que quieran consultarla en su casa.

No hay noticias de que retornada a Francia continuase ejerciendo como cirujana oculista.